# Catocala fida
Catocala fida är en fjärilsart som beskrevs av Schultz 1909. Catocala fida ingår i släktet Catocala och familjen nattflyn. Inga underarter finns listade i Catalogue of Life.